# Leuchtturm Niechorze
Der Leuchtturm Niechorze (ehemals Leuchtturm Groß Horst, polnisch Latarnia Morska Niechorze) ist das Wahrzeichen des polnischen Badeorts Niechorze (ehemals Horst-Seebad) an der Treptower Küste, Ortsteil der Landgemeinde Rewal im Kreis Gryfice. Auf einem Küstenkliff stehend ist er von Schiffen aus einer Entfernung von 20 Seemeilen zu sehen.
Er befindet sich zwischen dem Leuchtturm Kikut im Westen und dem Leuchtturm Kołobrzeg im Osten.

## Beschreibung
Der Leuchtturm ist ein bis zur Höhe von 19 m viereckiger, darüber achteckiger gemauerter Turm mit einer Galerie in 36 m Höhe und einer weißen Laterne mit metallischer Kuppel. Während der 45 m hohe Turm im unteren Teil rot verklinkert ist, sind die Außenwände des mittleren Teils hell verputzt, die acht Kanten aber als rote Lisenen ausgearbeitet. Im Inneren des Turms führt eine Wendeltreppe bis zur Galerie. Der Austritt befindet sich landseitig.
Der Turm erhebt sich aus der Mitte eines zweistöckigen, unterkellerten, rot verklinkerten Leuchtturmwärterhauses. Dessen Eingang befindet sich in der nördlichen Fassade und wird über eine kurze Treppe erreicht. Die Tür wird von einem verglasten Bogen gekrönt und von zwei großen Bogenfenstern flankiert. Darüber befindet sich eine offene Terrasse mit einer Balustrade. Die Tür und alle Fensterrahmen und -sprossen sind wie die Fensterläden grün gestrichen.
Auf dem von einer roten Ziegelmauer umgebenen Hof an der Südseite des Leuchtturms befinden sich eine Scheune und ein Lagerhaus. Ein früher vorhandener Stall wurde am Ende der 1990er Jahre abgerissen. Im Frühjahr 1999 begann eine aufwändige Renovierung des Leuchtturms.
Durch die Renovierung in den Jahren 1999–2000 erstrahlte der Leuchtturm wieder in neuem Glanz, und etwas früher – 1997 wurde er zusammen mit dem gesamten Gebäudekomplex in das Denkmalverzeichnis eingetragen.

## Geschichte
Um die Mitte des 19. Jahrhunderts hatte der Schiffsverkehr mit dem Hafen Swinemünde zugenommen. Nach dem Bau des Swinemünder Leuchtturms im Jahr 1857 blieb ein großer Teil der sich östlich anschließenden pommerischen Küste aber unbeleuchtet, da der nächste Leuchtturm im 160 km entfernten Jershöft stand. Auch um den Gefahren der in der Pommerschen Bucht liegenden Oderbank zu begegnen, reichte ein Leuchtturm allein nicht aus. Eine Regierungskommission kam 1863 zu dem Schluss, dass ein weiterer Leuchtturm in Hoff (heute Trzęsacz) oder Horst zu errichten sei. Am 15. Mai wurde die Ausarbeitung eines detaillierten Bauplans beauftragt. Bei der Suche nach dem am besten geeigneten Standort fiel die Wahl auf das Steilufer bei Groß-Horst. Da die Abbruchküste an dieser Stelle jährlich um die 30 cm an das Meer verlor, wurde der Turm 60 m landeinwärts gebaut. Neben der Fläche für den Leuchtturm und seine Nebengebäude wurden 11 Morgen Ackerland zur Versorgung der Leuchtturmwärter und ihrer Familien erworben. Nach dreijähriger Bauzeit wurde der Leuchtturm am 1. Dezember 1866 in Betrieb genommen. Er besaß einen von Ludwig Alexander Veitmeyer in Berlin ausgeführte Leuchtfeuerapparat mit einer Gürtellinse 1. Ordnung, der 10 Sekunden lang weiße Blitze zeigte, um anschließend 10 Sekunden dunkel zu bleiben. Als Lichtquelle diente eine Öllampe, die jährlich 1943 kg Rapsöl verbrauchte. Drei Leuchtturmwärter teilten sich den Dienst.
1945 wurde die Laterne mitsamt der Optik durch Artilleriebeschuss zerstört. Acht am Leuchtturm angebrachte Sprengladungen wurden von den abziehenden deutschen Truppen nicht gezündet und konnten nach Kriegsende entschärft werden. 1948 wurde der Leuchtturm nach alten Dokumenten wiederhergestellt. Er bekam eine aus Schweden importierte Optik und als Lichtquelle eine elektrische Glühlampe. Am 18. Dezember 1948 nahm der Leuchtturm den Betrieb wieder auf.
Heute wird das Feuer von einer 1000-W-Glühlampe erzeugt. Alle 10 Sekunden wird ein weißer Lichtblitz ausgesandt, der eine Tragweite von 20 Seemeilen besitzt. Das Kliff ist durch Buhnen und eine Betonmauer vor Abtragung geschützt.
Für den Betrieb und die Unterhaltung ist das Seeamt in Stettin zuständig.

## Tourismus
Der Leuchtturm ist ganzjährig für Besucher geöffnet. Über 208 Stufen gelangt man auf einer linksgängigen Wendeltreppe bis auf die Galerie, wo sich eine weite Aussicht bietet. Zu Füßen des Turms sind weitere touristische Einrichtungen entstanden: ein Wachsfigurenkabinett mit angeschlossenem Café, ein Schmetterlingszoo (Motylarnia) und ein Miniaturpark (Park Miniatur Latarni Morskich), der Modelle aller polnischen Leuchttürme im Maßstab 1:10 zeigt, inklusive derer auf Spitzbergen und in der Antarktis.

## Philatelistische Würdigung
Im Jahr 2006 gab die polnische Post den ersten Briefmarkenblock einer neuen Serie mit Leuchttürmen der polnischen Küste heraus. Eine der vier Briefmarken im Nennwert von 2,40 zł zeigt den Leuchtturm von Niechorze.